# Eddie Rivera
Heriberto « Eddie » Rivera Santiago, né le 7 juillet 1970 à New York, aux États-Unis, est un ancien joueur portoricain de basket-ball. Il évolue durant sa carrière au poste de meneur.

## Palmarès
- Champion des Amériques 1995